# Caulocera crassicornis
Caulocera crassicornis is een beervlinder uit de familie van de spinneruilen (Erebidae). De wetenschappelijke naam van de soort is voor het eerst geldig gepubliceerd in 1862 door Hampson.